# Ehingen (Donau)
Ehingen (Donau) este un oraș din landul Baden-Württemberg, Germania. O parte (33,8%) face parte de regiunea biospherică "Schwäbische Alb". Dunărea curge prin Ehingen.
Cartiere:
Altbierlingen, Altsteußlingen, Berg, Dächingen, Erbstetten, Frankenhofen, Gamerschwang, Granheim, Herbertshofen, Heufelden, Kirchbierlingen, Kirchen, Mundingen, Nasgenstadt, Rißtissen, Schaiblishausen, Volkersheim.
1. ↑  , Statistisches Landesamt Baden-Württemberg, Bibliothek[*] http://www.statistik.baden-wuerttemberg.de/BevoelkGebiet/Bevoelkerung/01515020.tab?R=GS425033 Lipsește sau este vid: |title= (ajutor)